# Pseudosasa orthotropa
Pseudosasa orthotropa är en gräsart som beskrevs av Shou Liang Chen och Tai Hui Wen. Pseudosasa orthotropa ingår i släktet splitcanebambusläktet, och familjen gräs. Inga underarter finns listade i Catalogue of Life.